# Lycée Suzanne-Valadon
Le lycée Suzanne-Valadon à Limoges est un lycée d’enseignement général, technologique et professionnel situé dans le centre-ville de Limoges (Haute-Vienne), vers la place des Carmes. Ce lycée fait partie de l’académie de Limoges, académie de la zone A. Son nom est un hommage à la peintre impressionniste Suzanne Valadon.

## Histoire
Le premier bâtiment est construit en 1891 — l'actuel bâtiment A — dans le but d'être un pensionnat pour jeunes filles, pensionnat rattaché à l'église du Sacré-Cœur de Limoges, situé à côté du lycée.
En 1905, à la suite de la loi de séparation des Églises et de l'État, la ville devient propriétaire des bâtiments et les pères maristes y installent un collège Montalembert pour garçons, ce jusqu'en 1933. En 1936, les bâtiments sont occupés par l'école pratique de commerce d'une part, et l'école primaire supérieure d'autre part, cette dernière préparant à l'école normale de jeunes filles, dont les locaux sont voisins.
En 1942, pendant l'Occupation, la ville de Limoges crée le collège moderne. Simultanément l'école pratique de commerce devient le collège technique. De nouveaux bâtiments à vocation scientifique sont construits.
En 1955, le collège s'étend par acquisition (actuel bâtiment D) et un internat de jeunes filles est construit. En 1958, l'actuel bâtiment C est construit pour y accueillir un centre d'apprentissage et un collège technique industriel.
En 1960, l'ensemble devient un lycée d'enseignement technique et les sections préparant aux CAP-BEP forment le collège d'enseignement technique (CET).
En 1968, le lycée est nationalisé, et lycée technique et CET sont regroupés d'un point de vue administratif. Au cours des années 1970, de nombreux bâtiments provisoires sont installés dans les cours et les locaux de l'ancienne école normale de jeunes filles voisine sont utilisés pour accueillir cantine, dortoirs et quelques salles de cours.
En 1979, lycée technique et CET prennent le nom de « lycée technique et professionnel Suzanne-Valadon ». Le nombre de sections professionnelles se réduit au profit des sections technologiques et de BTS.
En 1982, les régions françaises reprennent la gestion des lycées. Une décision de reconstruction est prise en 1987 pour pouvoir accueillir 2 100 élèves. Le nouveau lycée polyvalent (enseignement général, technologique et professionnel) est achevé en 1992.

## Enseignement

### Formations
| Généraux                                                 | Technologiques                                                                                               | Professionnel                                   |
| -------------------------------------------------------- | --- | ----------------------------------------------- |
| Humanité, littérature et philosophie                     | Sciences et technologies de la santé et du social                                                            | Accompagnement, soins et services à la personne |
| Mathématiques                                            | Sciences et technologies du management et de la gestion, spécialité « gestion et finance »                   |                                                 |
| Sciences de la vie et de la Terre                        | Sciences et technologies du management et de la gestion, spécialité « marketing »                            |                                                 |
| Physique-chimie                                          | Sciences et technologies du management et de la gestion, spécialité « ressources humaines et communication » |                                                 |
| Histoire-géographie, géopolitique et sciences politiques | Sciences et technologies du management et de la gestion, spécialité « systèmes d'information et de gestion » |                                                 |

Taux de réussite au baccalauréat 2018, toutes sections confondues : 96 % 
Taux d'élèves ayant reçu une mention au baccalauréat 2018, tous domaines confondus : 63 %[réf. à confirmer].[source insuffisante]
| BTS                                      | Bac+3                                                         |
| ---------------------------------------- | ------------------------------------------------------------- |
| Gestion de la PME                        | DTS en imagerie médicale et radiologie thérapeutique          |
| Support à l'action managériale           | Diplôme de comptabilité et gestion                            |
| Comptabilité et gestion                  | Diplôme d'État de conseiller en économie sociale et familiale |
| Économie sociale et familiale            |                                                               |
| Management commercial et opérationnel    |                                                               |
| Services informatiques aux organisations |                                                               |

### Langues étrangères
Le lycée Suzanne-Valadon propose l'enseignement de l'espagnol, de l'anglais et de l'allemand.
Pour les élèves en STMG (sciences et technologies du management et de la gestion), il existe une section européenne.